# Irene Hein
Irene Hein (* 27. September 1923 in Königsberg; † 2003) war eine deutsche Gebrauchsgrafikerin und Illustratorin.

## Leben und Werk
Irene Hein studierte von 1940 bis 1943 in Halle/Saale Buchgrafik bei Herbert Post an der Kunstgewerbeschule Burg Giebichenstein (ab 1943 Meisterschule für das gestaltende Handwerk). Danach arbeitete sie bis 1944 in Halle als Grafische Zeichnerin. Von 1945 bis 1950 war sie freischaffend tätig, u. a. als Illustratorin für den Hallischen Verlag Paul Säuberlich. Dabei war sie von 1948 bis 1950 Gastschülerin bei Charles Crodel an der Burg Giebichenstein. Ab 1950 arbeitete sie als wissenschaftliche Grafikerin an der Martin-Luther-Universität Halle und an der Akademie der Wissenschaften der DDR. Dann war sie freischaffend tätig und illustrierte vor allem populärwissenschaftliche Ratgeber-Literatur. Zudem schuf sie freie grafische Arbeiten.
Irene Hein war bis 1990 Mitglied des Verbands Bildender Künstler der DDR.

## Buchillustrationen (unvollständig)
- Otto Kampe: Ein Korb voll Kirschen – Kleine Geschichten. Marhold Verlag, Halle, um 1940 (Reihe Marholds illustrierte Jugendbücher).
- Für unsere Kleinsten. Verlag Paul Säuberlich, Halle/Saale 1946.
- Märchenbilderbuch. Verlag Paul Säuberlich, Halle/Saale 1948.
- Ein Bildermalbuch durch die Jahreszeiten.  Verlag Paul Säuberlich, um 1950.
- Eckart Mießner, Christoph Needon: Gartenblumen. Urania Verlag, Leipzig/Jena/Berlin 1975.
- Christoph Needon: Pflanzen in unserer Wohnung. Verlag für die Frau, Leipzig 1975.
- Eckart Mießner, Christoph Needon: Blumen für jeden Garten. J. Neumann, Melsungen 1975.
- Christoph Needon: Obst und Gemüse. Herkunft, Anbau, Zubereitung. Verlag für die Frau, Leipzig 1980.
- Rosen aus dem Rosarium Sangerhausen. Hrsg.: Rosarium Sangerhausen, 1984.

## Teilnahme an Ausstellungen (mutmaßlich unvollständig)
- 1960: Berlin, Pavillon der Kunst („Frauenschaffen und Frauengestalten in der bildenden Kunst. 50 Jahre Internationaler Frauentag“)

- 1962 bis 1978: Dresden, Fünfte Deutsche Kunstausstellung bis VIII. Kunstausstellung der DDR
- 1974 und 1979: Halle/Saale, Bezirkskunstausstellungen
- 1979: Berlin, Ausstellungszentrum am Fernsehturm („Buchillustrationen in der DDR. 1949 – 1979“)